# Pro Infirmis
Pro Infirmis ist die nationale Dachorganisation für Menschen mit Behinderungen in der Schweiz. Sie führt Beratungsstellen und vertritt die Interessen beeinträchtigter Menschen auf politischer Ebene.

## Geschichte
Der Verein mit Sitz in Zürich wurde 1920 als «Schweizerische Vereinigung für Anormale» (SVfA) gegründet. 1935 wurde der Name um den Bestandteil «Pro Infirmis» erweitert und 1946 in «Pro Infirmis» geändert.

## Leitgedanken
Pro Infirmis bekämpft die Diskriminierung von Menschen mit Behinderungen und setzt sich für deren Inklusion und Selbstbestimmung ein. Als grösste Fachorganisation der Schweiz berät und begleitet Pro Infirmis Betroffene und ihre Angehörigen und unterstützt sie mit vielseitigen Dienstleistungen sowie mit rascher, unbürokratischer Soforthilfe.
Pro Infirmis setzt sich gemäss ihrem Selbstverständnis dafür ein, dass Menschen mit Behinderungen aktiv am sozialen Leben teilnehmen können und nicht benachteiligt werden. Dieses Ziel möchte die Pro Infirmis gemeinsam mit den Betroffenen erreichen.

## Aufgaben
Der Verein vertritt auf politischer Ebene die Anliegen von Menschen mit Behinderungen. Zum einen werden ihre besonderen Bedürfnisse thematisiert und in die öffentliche Diskussion eingebracht. Zum andern informiert er Zielgruppen in Politik und Verwaltung über die aktuelle Situation der Behinderten in der Schweiz. Die Organisation bringt sozialpolitische Vorstösse auf eidgenössischer, kantonaler und kommunaler Ebene ein und bezieht Stellung zu Gesetzesvorlagen. Ziel ist es, Missstände und Diskriminierung abzubauen. Pro Infirmis strebt eine quantitative und qualitative Verbesserung der sozialen Sicherheit an.
Die Organisation arbeitet mit Fachpersonal. Dieses wird durch die ehrenamtlichen Gremien der Organisation unterstützt. Der Verein beschäftigt nach eigenen Angaben rund 800 fest angestellte Mitarbeitende. Dazu kommt eine grosse Zahl von Mitarbeitende, die stundenweise bezahlt werden. Die Mitarbeitenden nehmen nach eigenen Angaben jährlich rund 100'000 beratende, betreuende und unterstützende Kontakte zu Menschen mit Behinderungen und ihren Angehörigen wahr.
Die Dienstleistungen umfassen Assistenzberatungen, Bauberatung, Begleitetes Wohnen, Erwachsenenbildungskurse, Entlastungsdienste, Fahrdienste, Rechtsberatung, Sozialberatung, Wohnschule und Eurokey (Schlüssel zu behindertengerechten Einrichtungen).

## Kampagnen
Seit dem Jahr 2000 tritt der Verein mit Sensibilisierungskampagnen an die Öffentlichkeit. Die Kampagnen erscheinen in drei der vier Landessprachen.

## Organisation und Finanzen
Die Finanzierung der Dienstleistungen erfolgt zu rund 60 % über Leistungen der öffentlichen Hand und zu 40 % aus privaten Mitteln (Spenden, Gaben, Vermächtnisse) sowie aus übrigen Erträgen. In der ganzen Schweiz gibt es rund 50 Geschäfts- und Beratungsstellen. Dort sind auch die Mehrheit der Personen angestellt. Die Geschäftsleitung besteht aus sieben Personen.
Das Bundesamt für Sozialversicherungen (BSV) leistet Beiträge an Organisationen der privaten Behindertenhilfe. Pro Infirmis ist Dachorganisation im Sinne des Art. 74 IVG (Invalidenversicherung) und hat mit dem BSV einen Vertrag zur Ausrichtung von Finanzhilfen abgeschlossen. Pro Infirmis verpflichtet sich, die Leistungen selber oder durch weitere Organisationen zu erbringen. Diese 35 als Untervertragsnehmer (UVN) bezeichneten Fachstellen können Gesuche für gezielte Einzelfallhilfen in Form von Geldbeiträgen (Spenden) an das BSV stellen.

## Mitgliedschaft
Folgende Kollektivmitglieder (meist selber Vereine) sind bei der P.I. von Interesse wegen Mitglied im Verein:
- Arbeitsgemeinschaft Ess-Störungen AES, Zürich
- Arbeitsgemeinschaft pro Wahrnehmung, St. Gallen
- Association genevoise des malentendants AGM, Genf
- Fachstelle Autismushilfe Ostschweiz, St. Gallen
- Stiftung Arkadis, Olten
- Entlastungsdienst Schweiz, Aargau-Solothurn, Aarau
- Entlastungsdienst Schweiz, Kanton Bern, Bern
- Haushilfe- und Entlastungsdienst St. Gallen, St. Gallen
- Entlastungsdienst Ostschweiz, Gossau SG
- Entlastungsdienst Schweiz, Kanton Zürich, Zürich
- Fondation Emera, Sion VS
- FoRoM écoute Fondation Romande des Malentendants, Pully VD
- Zentrum Selbsthilfe, Basel
- Stiftung Mosaik, Pratteln BL
- Nathalie Stiftung, Gümligen BE
- Hindernisfreie Architektur – Die Schweizer Fachstelle, Zürich
- Stiftung Rheinleben, Basel
- pro audito Schweiz, Zürich
- Schweizerische Epilepsie-Liga, Zürich
- Sonos, Schweizerischer Hörbehindertenverband, Winterthur ZH
- Schweizerische Arbeitsgemeinschaft für Logopädie, Zürich
- SZB, Schweizer Zentralverein für das Blindenwesen, St. Gallen
- Traversa, Netzwerk für Menschen mit einer psychischen Erkrankung, Luzern[8]

Eine direkte Einzelmitgliedschaft ist gemäss den Statuten in Artikel 5, Ziffer 2 möglich. Die kantonalen Stellen werden als «Kantonalkommission» bezeichnet und deren Mitglieder sind Einzelmitglied.